# 22276 Бєлкін
22276 Бєлкін (22276 Belkin) — астероїд головного поясу, відкритий 21 жовтня 1982 року.
Тіссеранів параметр щодо Юпітера — 3,307.